# Chrysopilus mackerrasi
Chrysopilus mackerrasi är en tvåvingeart som beskrevs av Paramonov 1962. Chrysopilus mackerrasi ingår i släktet Chrysopilus och familjen snäppflugor. Inga underarter finns listade i Catalogue of Life.